# Преступные группировки Лондона
Преступные группировки Лондона в своём большинстве созданы на этнической основе и активны в районах концентрации своей общины (хотя некоторые из них и распространили своё влияние на значительные территории города). На начало 2007 года полиция насчитывала в Лондоне 169 банд, наибольшая концентрация которых наблюдалась в районах Хэкни (22), Инфилд (13), Ламбет (12), Мертон (12), Уолтем-Форест (11) и Брент (11). Среди 2 тыс. известных полиции гангстеров наиболее многочисленной группой были чёрные карибцы, за которыми следовали выходцы из Южной Азии и белые британцы. 

## Клеркенуэлский синдикат
Клеркенуэлский синдикат (Clerkenwell crime syndicate), также известный как Семья Адамс и «Команда-А», на протяжении длительного времени считался самой могущественной преступной организацией Великобритании. По данным британских средств массовой информации, на счету синдиката было несколько десятков убийств, а состояние семьи оценивалось в 200 млн. фунтов. Клеркенуэлский синдикат был основан в начале 80-х годов братьями Терри, Томми и Патриком Адамс, которые происходили из большой ирландской католической семьи. Основной базой банды служил родной район братьев Клеркенуэлл в Ислингтоне, а костяк группировки составляли родственники и друзья детства братьев Адамс. Под руководством Теренса «Терри» Адамса (1954 г.р.) синдикат промышлял торговлей наркотиками, вымогательством, грабежами и мошенничеством. Шон «Томми» Адамс (1958 г.р.), выполнявший в группировке роль финансиста, вел дела с бандами ярди и колумбийскими картелями, а Патрик «Пэтси» Адамс (1955 г.р.), отличавшийся крайней жестокостью, отвечал за выбивание долгов и устранение неугодных (еще в 70-х он был осуждён на семь лет за вооружённое ограбление). Нередко для ликвидации осведомителей и конкурентов Адамсы нанимали киллеров из числа черных карибцев. Братья были близки к миру футбола и даже привлекались Кенни Далглишем для решения некоторых щепетильных вопросов в этом бизнесе. 
Самым тяжёлым для синдиката стал 1998 год, когда Томми Адамс был приговорён к семи годам тюремного заключения за организацию контрабанды гашиша в Великобританию. В том же году бесследно исчез авторитетный киллер синдиката Гилберт Уинтер, а в районе Финчли (Барнет) был застрелен финансовый консультант семьи Сол «Солли» Наоми. Он торговал алмазами в Клеркенуэлле, отмывал деньги семьи Адамс через ювелирный магазин, ресторан и ночной клуб (состояние Наоми оценивалось в 25 млн. фунтов). По одной из версий, Уинтера и Наоми заказал кто-то из Адамсов, по другой — ирландский гангстер Мики Грин. В 70-х Мики Грин руководил бандой из района Уэмбли, которая специализировалась на вооруженных ограблениях, с начала 80-х, сразу после освобождения из тюрьмы, занялся торговлей наркотиками, работая на Адамсов. Постепенно Грин стал одним из ведущих наркодилеров города и сколотил капитал в 75 млн. фунтов. Он владел пабами и другой недвижимостью в Уэмбли и Уэст-Хемпстеде (Лондон), Дублине и Марбелье, имел обширные контакты в Марокко, Франции и США, сотрудничал с колумбийцами. Однажды Мики Грина даже арестовали агенты ФБР, когда он отдыхал в особняке Рода Стюарта в Беверли-Хиллз, но до суда дело так и не дошло. В злополучном 1998 году, после ареста британского наркоторговца Майкла Майкла (происходил из семьи греков-киприотов), Грин оказался в числе замешанных в трафике кокаина на 150 млн. фунтов. Вскоре его арестовали в отеле «Ритц» в Барселоне, но через несколько месяцев освободили, после чего Грин вернулся на свою виллу в Марбелье. 
Патрик Адамс решил избежать неприятностей и в конце 90-х годов осел на своей вилле возле испанского курорта Торремолинос (в Испанию после отбытия срока перебрался и его брат Томми). К 2000 году влияние Клеркенуэлского синдиката заметно ослабло, хотя на волне своего могущества Адамсы даже планировали взять под свой контроль такие знаменитые лондонские футбольные клубы, как Арсенал или Тоттенхэм Хотспур. В апреле 2003 года Терри Адамс был арестован, а в феврале 2007 года — осужден за отмывание денег и приговорен к семи годам заключения. Это произошло благодаря доказательствам, собранным MI5 и полицией, которые установили подслушивающие устройства в особняке гангстера в районе Финчли (операцию одобрил сам премьер-министр Тони Блэр). В июне 2010 года Терри вышел на свободу, но в августе 2011 года вновь оказался за решеткой. Сегодня лидер синдиката Терри Адамс отбывает тюремное заключение, а двое его братьев находятся под постоянным надзором полиции в Испании.

## Турецкая мафия
С конца 60-х годов выдвинулась семья Ариф (Arif) — преступная организация турок-киприотов, которая  промышляла в юго-восточном Лондоне торговлей наркотиками, вооруженными ограблениями, заказными убийствами и рэкетом. После ухода со сцены братьев Крэй, семь братьев Арифов стали одной из нескольких криминальных группировок, которые установили контроль над преступным миром Лондона (наряду с семьями Адамс, Брайдал и Дайэлей, с которыми Арифы воевали на протяжении 90-х годов). В ноябре 1990 года Деннис и Мехмет Ариф были арестованы в графстве Суррей при попытке ограбления (Мехмет при этом получил тяжелое ранение). После того, как Арифы на короткое время были вынуждены уйти в подполье, на героиновом рынке Лондона активизировались другие турецкие группировки. В 1999 году Бекир Ариф (Герцог) был приговорён к 23 годам тюрьмы за попытку импортировать в страну 100 кг героина. Доган Ариф также оказался в тюрьме за контрабанду наркотиков, но продолжал руководить преступным бизнесом семьи из-за решетки. Несмотря на серию арестов, члены семьи и их многочисленные подручные продолжали участвовать в контрабанде наркотиков из Турции и поставлять их уличным бандам SUK, COK и PDC.
В 1996 году в Энфилде был застрелен наркоторговец Ахмет Чимен (Ahmet Cimen), тесно связанный с крупным героиновым бароном Невзатом Теллиагаоглу (он же Дэвид Телли), отсидевшим пять лет в германской тюрьме. Сегодня турки контролируют поставки героина из Золотого полумесяца через Балканы в Лондон, его сбыт уличным бандам чернокожих в Хэкни и Хэринги, выходцам из Южной Азии в Илинге, Бромли и Хаунслоу, албанским, ирландским и китайским группировкам, а также промышляют ввозом в страну нелегалов и рэкетом предпринимателей. Турки-киприоты активно отмывают деньги, полученные от торговли наркотиками, вкладывая их в бары, кафе и торговые компании.  
Особняком держатся курдские мафиози, хотя большинство из них и родились в семьях выходцев из Турции. В начале 1994 года в турецком кафе Ислингтона был застрелен курдский предприниматель Мехмет Кайгисиз (Mehmet Kaygisiz) из района Вуд-Грин (Хэринги). Он занимался наркотрафиком, переправкой нелегалов и был близким партнёром осуждённого торговца героином Фарука Короглу (Farok Koroglu). В середине 90-х годов был осужден курдский наркобарон Муслум Шимшек (Muslum Simsek), который использовал для перевозки героина туристические автобусы.

## Китайские триады
В начале 50-х годов в китайском районе Лондона появилась гонконгская триада 14К; в 70-х годах в городе осело немало членов триад из Амстердама, в 80-х годах – из Гонконга (особенно после подписания в 1984 году договора между Великобританией и Китаем о передаче Гонконга), в частности члены триад Шуйфонг и Сунъион. Многие гонконгские бизнесмены, находившиеся на родине под «крышей» триад, перебравшись в Лондон, продолжили через свои фирмы оказывать им различные услуги – от отмывания денег до уклонения от уплаты налогов. В начале 90-х британские власти начали наступление на триады. В 1993 году состоялся громкий судебный процесс по делу убийцы из триады Шуйфонг (Shui Fong или Wo On Lok) Джорджа Чэн Вайхэна, который стал осведомителем и сдал полиции структуру и тайные места базирования триад (например, штаб-квартирой Шуйфонга служил китайский ресторан в Фулхэме).
Основными сферами интересов триад являются торговля наркотиками (героин из Юго-Восточной Азии и «клубные наркотики» из Нидерландов и Германии), рэкет китайских предпринимателей, финансовые махинации, нелегальные азартные игры, продажа нелицензионных дисков, ввоз нелегальных иммигрантов. Вошинво (Wo Shing Wo) является крупнейшей триадой, действующей в Великобритании, основными её базами служат китайские культурные центры и ассоциации восточных боевых искусств (Вошинво специализируется на рэкете и «крышевании» китайских бизнесменов). 14К является второй по значению и старейшей триадой Великобритании. Её члены, среди которых много подростков и нелегальных иммигрантов, промышляют ростовщичеством, выбиванием долгов, рэкетом китайских предпринимателей, а также индийских и пакистанских магазинов и небольших предприятий. Сунъион (Sun Yee On) владеет многими легальными фирмами, особенно в индустрии развлечений (ночные клубы, организация концертов и выступлений азиатских артистов).

## Албанская мафия
Основная статья: Албанская мафия
Албанцы, особенно выходцы из Косово, специализируются на торговле наркотиками и оружием, контролируют проституцию и ряд ночных клубов. В 2001 году в Инфилде и Хэринги вспыхнула война между албанскими и турецкими бандами, не поделившими розничный сбыт героина.

## Южноазиатская мафия
Выходцы из Индии, Пакистана и Бангладеш специализируются на розничной торговле наркотиками, купленными у турок и курдов. К 2003 году братья Басси (Bassi) из Саутолла распространяли героин через сеть своих уличных дилеров в районах Илинг, Бромли и Хаунслоу. В 2004 году была ликвидирована банда Абдуллы Гола (Abdullah Gol), занимавшаяся сбытом героина в Дагэнхэме и Хаверинге (в 2006 году 13 членов банды были осуждены).

## Районы Лондона
Самыми криминальными районами города являются Ламбет, Саутуарк, Ньюэм и Хакни. 
В списке в скобках указаны данные о населении согласно переписи 2011 года.
| 1. Лондонский Сити (7 375) (не является боро) 2. Вестминстер (219 600) 3. Кенсингтон и Челси (158 300) 4. Хаммерсмит и Фулем (182,400) 5. Уондсуэрт (307 700) 6. Ламбет (304 500) 7. Саутуарк (288 700) 8. Тауэр-Хамлетс (256 000) 9. Хакни (247 200) 10. Ислингтон (206 300) 11. Камден (220 100) 12. Брент (312 200) 13. Илинг (339 300) 14. Хаунслоу (254 900) 15. Ричмонд-апон-Темс (187 500) 16. Кингстон-апон-Темс (160 400) | 1. Мертон (200 500) 2. Саттон (191 100) 3. Кройдон (364 800) 4. Бромли (310 600) 5. Луишем (276 900) 6. Гринвич (255 500) 7. Бексли (232 800) 8. Хаверинг (237 900) 9. Баркинг и Дагенем (187 000) 10. Редбридж (281 400) 11. Ньюэм (310 500) 12. Уолтем-Форест (259 700) 13. Харринги (255 500) 14. Энфилд (313 900) 15. Барнет (357 500) 16. Харроу (240 500) 17. Хиллингдон (275 500) | Районы Лондона |